# أنموذج الإدارة العامة الجديدة
بالإنجليزية New Public Management و هو أحد النماذج التي لجأت إليها دول مختلفة منذ العام 1980 في العالم لتطبيق الإصلاح الإداري في القطاع العام وجعله أكثر حداثة و ذلك نتيجة لتغيرات عدة منها انتشار الديمقراطية و التوجه نحو الخصخصة، و الفرضية الأساسية لهذا النموذج هي الإدارة الموجهة نحو السوق و استخدام أساليب القطاع الخاص بالعمل ستؤدي إلى ضبط التكلفة على الحكومة دون أن يكون هناك نتائج سلبية أخرى و إخلال بأي من الواجبات التي على الحكومة القيام بها.